# Lokacja Krakowa

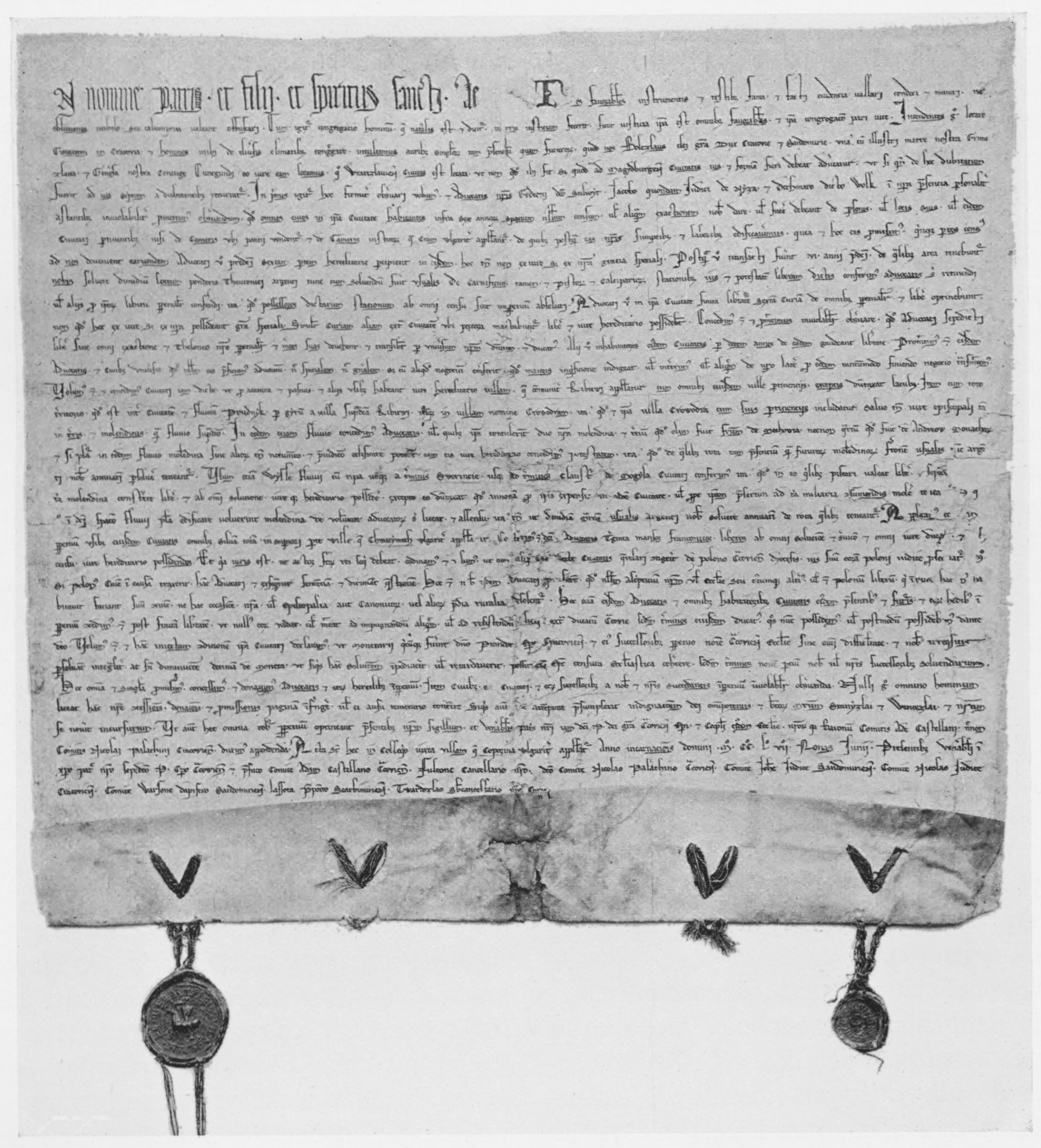
Przywilej lokacyjny Krakowa

Lokacja Krakowa – lokacja miasta Krakowa przeprowadzona na podstawie prawa lokacyjnego wydanego przez księcia krakowskiego Bolesława Wstydliwego 5 czerwca 1257; prawo lokacyjne nadało miastu nową formę organizacyjno-prawną i nowy kształt urbanistyczny.

## Lokacja 1257 roku

Szachownicowy układ urbanistyczny Stare Miasto w Krakowie zawdzięcza prawu magdeburskiemu.

Przywilej lokacyjny Krakowa został wydany przez Bolesława Wstydliwego z udziałem jego matki Grzymisławy i żony Kingi we wsi Kopernia k. Pińczowa. Zadecydowano w nim o ustanowieniu gminy miejskiej w Krakowie rządzącej się zasadami prawa magdeburskiego. Organizacją gminy mieli zająć się trzej zasadźcy: Gedko Stilvoyt, Dethmar Wolk i Jakub z Nysy, którzy otrzymali dziedziczny urząd wójtowski. Urząd ten został bogato uposażony – zyskał prawo do 1/3 dochodów z kar sądowych, 1/6 dochodów z parcel, 600 hektarów ziemi, prawo eksploatowania Wisły pod Krakowem, prawo zakładania jatek, piekarni i warsztatów oraz posiadania rzeźni; ponadto wójtowie zostali zwolnieni od wszelkich ceł na terenie księstwa. Gmina zyskała grunty na pastwiska i las, a mieszkańców miasta zwolniono na 6 lat od wszelkich opłat na rzecz księcia, a na 10 lat – od ceł.
Wytyczono układ urbanistyczny miasta oparty na idealnym modelu szachownicy. Podstawową jednostką urbanistyczną były identyczne, prostokątne działki, a z ośmiu działek tworzono kwadratowe bloki – otoczone z czterech stron ulicami. Centrum stanowił rynek, zajmujący powierzchnię odpowiadającą czterem blokom (niemal idealny kwadrat o boku ok. 200 m). Z każdego boku rynku wybiegały trzy prostopadłe do pierzei ulice – po jednej w narożniku i jedna pośrodku. Jedynie w narożniku południowo-wschodnim wybiegała tylko jedna ulica w kierunku zamku (ulica Grodzka). Inne zaburzenia układu wynikały z zachowania kościołów zbudowanych wcześniej na objętych przez lokację terenach, a w przypadku ulicy Brackiej i Gołębiej zapewne z dostosowania do istniejącego wcześniej układu urbanistycznego, być może pochodzącego z wcześniejszej lokacji miasta, o skromniejszym zakresie.
Zbudowane na tym planie miasto do dziś stanowi ścisłe centrum Krakowa, w niemal niezmienionym pod względem urbanistycznym kształcie.

## Przemiany układu urbanistycznego
Już pod koniec XIII wieku, podczas budowy fortyfikacji miasta, zasięg miasta lokacyjnego został poszerzony, przede wszystkim na północ, a także na wschód i zachód, sięgając obecnych granic Starego Miasta, ograniczonych przez mury obronne zbudowane na przełomie XIII i XIV w. W początkach XIV w. najprawdopodobniej doszło do zaburzenia szachownicy lokacyjnej poprzez odchylenie na północy obecnej ulicy Mikołajskiej wskutek budowy siedziby starosty na Gródku. Od XIV wieku nastąpiła też integracja miasta lokacyjnego z położonym pomiędzy nim a zamkiem na Wawelu Okołem.

## Pierwsza lokacja Krakowa
Lokacja z 1257 roku bywa nazywana „wielką” – w celu odróżnienia jej od domniemanej wcześniejszej pierwszej lokacji Krakowa, na temat której przeprowadzenia toczy się dyskusja wśród historyków. Ta ewentualna pierwsza lokacja miasta mogła mieć miejsce ok. 1220 r. Zdaniem zwolenników tej tezy konieczność nowej lokacji w 1257 r. miała wynikać ze zniszczenia zorganizowanego już wcześniej miasta wskutek najazdu tatarskiego, a także ze zbyt skromnie założonego układu urbanistycznego. Świadectwem wcześniejszej organizacji gminy miejskiej w Krakowie są pojawiający się przed 1257 r. w źródłach sołtysi krakowscy. Jeszcze w XIX w. tezę wcześniejszej lokacji miasta postawił Józef Szujski; podtrzymywali ją później liczni badacze m.in. Henryk Münch, Jerzy Wyrozumski czy Bogusław Krasnowolski. Część z naukowców doszukiwała się urbanistycznych śladów wcześniejszej lokacji – wskazując na możliwość wytyczenia miasta m.in. na miejscu istniejącej wcześniej osady targowej z centrum w miejscu dzisiejszych placów Dominikańskiego i Wszystkich Świętych lub na osi obecnej ulicy Szpitalnej. W 2007 roku Jerzy Wyrozumski zaproponował, aby sołtysów sprzed 1257 roku wiązać z formą organizacji gminy miejskiej na gruncie prawnym (kolonistów niemieckich).